# Herbert Schmitz
Herbert Schmitz (* 13. Oktober 1940 in Wuppertal) ist ein deutscher Virologe.

## Leben
Er studierte von 1960 bis 1965 an den Universitäten Köln, Freiburg im Breisgau und Innsbruck. Nach der Promotion zum Dr. med. 1966 und der Habilitation in Medizinischer Mikrobiologie der Universität Freiburg im Breisgau 1972 wurde er Professor (C3) in Freiburg im Breisgau 1978. Seit 1980 forschte er am Bernhard-Nocht-Institut.

## Schriften (Auswahl)
- Zur Geschichte der Biochemie und Physiologie der Leber seit Harvey. 1966, OCLC 633082467.
- Beiträge zur Diagnostik der infektiösen Mononukleose. 1972, OCLC 720857824.